# Liste des gouverneurs du Chiapas
Listes des gouverneurs du Chiapas
- 1877-1879 : Sebastián Escobar

...
- 1924 : Luis Ramírez Corzo
- 1925 : César Córdova Herrera
- 1925-1927 : Carlos Amilcar Vidal
- 1927 : Luis P. Vidal
- 1927 : Manuel Alvarez
- 1927-1928 : Federico Martinez Rojas Rosales
- 1928-1936 : Amador Coutiño Coss
- 1928 : Rosendo Delabre Santéliz
- 1928-1932 : Raymundo E. Enríquez
- 1932-1936 : Victórico Grajales Reynosa
- 1936 : Mariano Samoaya León
- 1939 : Emilio Araujo Araujo
- 1936-1940 : Efraín A. Gutiérrez
- 1940-1944 : Rafael P. Gamboa
- 1944-1947 : Juan M. Esponda
- 1947-1948 : César A. Lara Ramos
- 1948-1952 : Francisco Grajales Goboy
- 1952-1958 : Efraín Aranda Osorio
- 1958-1964 : Samuel León Brindis
- 1964-1970 : José Castillo Tielemans
- 1970-1976 : Manuel Velasco Suárez
- 1976-1977 : Jorge de la Vega Domínguez
- 1977-1979 : Salomón Gonzáles Blanco
- 1979-1982 : Juan Sabines Gutiérrez
- 1982-1988 : Absalón Castellanos Domínguez
- 1988-1993 : José Patrocinio Gonzáles Blanco Garrido
- 1993-1994 : Elmar Haral Setzer
- 1994 : Javier López Moreno
- 1994 : Eduardo Robledo Rincón
- 1994-1998 : Julio César Ruiz Ferro
- 1998-2000 : Roberto Albores Guillén
- 2001-2006 : Pablo Salazar Mendiguchía
- 2006-2012 : Juan Sabines Guerrero
- Depuis 2012 : Manuel Velasco Coello